# Калпеппер, Рэнди
Рэнди Калпеппер (англ. Randy Lechard Culpepper; родился 16 мая 1989 года в Мемфисе, Теннесси, США) — американский профессиональный баскетболист, играющий на позиции разыгрывающего защитника.

## Карьера

### Колледж
Калпеппер выступал за колледж УТЭП. По результативности попал в число 15-и лучших игроков за всю историю Конференции USA, а в сезоне 2010 был назван лучшим игроком года в конференции. В своем первом сезоне в NCAA Калпеппер стал лучшим шестым игроком, в среднем набирая 12 очков и совершая 2 подбора. Во втором сезоне был единственным игроком стартового состава, который набирал 15 очков и совершал 3 подбора. На третьем году обучения стал чемпионом конференции, в среднем за сезон набирая 17 очков, совершая 4 подбора и отдавая 3 результативных передачи. Набрал наибольшее количество очков в лиге (45) в матче с Западной Каролиной. На последнем году обучения набирал 19 очков, совершал 4 подбора и отдавал 2 результативные передачи.

### Профессиональная карьера
После того как игрок не был выбран на драфте 2011 года, он решил перебраться в Европу. 29 июня 2011 года подписал контракт с клубом «Ферро-ЗНТУ», представляющим украинскую суперлигу 26 апреля 2012 года перезаключил контракт с клубом ещё на один сезон.. В июле 2013 года заключил двухлетний контракт с российской командой «Красный Октябрь» В марте 2014 года был отчислен клубом.. После этого игрок перебрался в ливанскую команду «Аль-Хикма», однако уже после двух матчей покинул расположение клуба. В сентябре 2014 года отправился в Китай, где подписал контракт с клубом «Цзилинь Нортист Тайгерс». Однако он не прошёл пробный период с китайской командой. 31 октября 2014 года вернулся в расположение «Красного Октября».